# Política do Sri Lanka

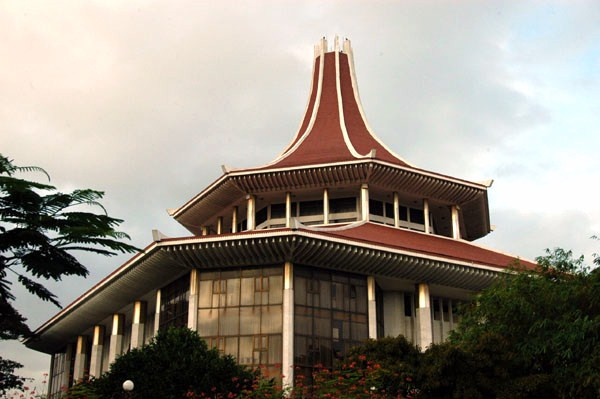
Suprema Corte do Sri Lanka.

O Sri Lanka é uma república. O presidente do país é eleito diretamente para um mandato de seis anos, e ocupa a função de chefe de Estado, chefe de Governo e comandante-chefe das Forças Armadas. Responsável pelo Parlamento para o exercício dos deveres sob o constituição e das leis, o presidente pode ser removido do gabinete por dois terços do Legislativo e por decisão favorável da Corte Suprema. 
O presidente tem que encaminhar a relação de ministros ao Parlamento. O deputado eleito indicado pelo presidente é o principal ministro, sendo responsável pela liderança do partido do governo no Parlamento. O sistema legislativo no de Sri Lanka é unilateral, com 225 membros eleitos por sufrágio universal. Os parlamentares representam os distritos do país durante seis anos. 
O partido que receber o maior número de votos válidos em cada distrito eleitoral ganhará uma nova cadeira no Parlamento. O presidente pode convocar o Parlamento para uma sessão extraordinária, para definir a dissolução da câmara representativa. Um exemplo disso é quando o Legislativo foi dissolvido em 7 de fevereiro de 2004 pelo presidente Chandrika Kumaratunga. Novas eleições acontecerem no dia 2 de abril, e a posse aconteceu no dia 23 do mesmo mês.